# Амінокислоти

Загальна схема α-амінокислоти в неіонізованій формі

Амі́нокисло́ти — органічні сполуки, які одночасно містять у своєму складі аміно- (- NH2) та карбоксильну (- СООН) групи. Амінокислоти є мономерними одиницями білків, у складі яких залишки амінокислот з'єднані пептидними зв'язками. Більшість білків побудовані із комбінації дев'ятнадцяти «первинних» амінокислот, тобто таких, що містять первинну аміногрупу, і однієї «вторинної» амінокислоти або імідокислоти (містить вторинну аміногрупу) проліну, що кодуються генетичним кодом. Їх називають стандартними або протеїногенними амінокислотами. Крім стандартних в живих організмах зустрічаються інші амінокислоти, які можуть входити до складу білків або виконувати інші функції.
У залежності від того, до якого атому вуглецю приєднана аміногрупа, амінокислоти поділяються на α-, β-, γ- і тощо. α-атомом вважається той атом карбону, до якого приєднана карбоксильна група, якщо біля нього ж розташована й аміногрупа, така амінокислота називається α-амінокислотою. Якщо аміногрупа приєднана до наступного (β) атома карбону, це буде β-амінокислота і так далі. Всі протеїногенні амінокислоти є α-амінокислотами.

## Номенклатура
Кожна з двадцяти стандартних, і багато нестандартних, амінокислот мають тривіальні назви. Частина цих назв пов'язана з джерелами, з яких уперше виділили сполуку: наприклад, аспарагін виділений зі спаржі (лат. Asparagus), глутамін — з глютену пшениці, тирозин — із сиру (сир грецькою tyros). Для скороченого запису протеїногенні амінокислоти позначають трибуквеним кодом, використовуючи перші три літери тривіальної назви (за винятком аспарагіну (Асн), глутаміну (Глн), ізолейцину (Іле) і триптофану (Трп), для останнього використовують також скорочення Три). Інколи також використовують позначення Asx і Glx, що означають «аспарагінова кислота або аспарагін» і «глутамінова кислота або глутамін». Існування таких позначень пояснюється тим, що під час гідролізу пептидів у лужних або кислих середовищах аспарагін і глутамін дуже легко перетворюються у відповідні кислоти, через що часто неможливо точно визначити, яка саме амінокислота була у складі пептиду без застосування особливих підходів.
У час появи біоінформатики ЕОМ використовували перфокарти, через що з'явилась потреба записувати амінокислотні послідовності стисло. Для цього Маргарет Оуклі Дейгофф розробила двобуквену номенклатуру. Для позначення шести амінокислот використані їхні початкові літери (в англійській мові), оскільки вони є унікальними (CHIMSV). Ще у п'яти (AGLPT) перші букви не унікальними, але позначають більш розповсюджені амінокислоти (наприклад, літера L позначає лейцин, оскільки він зустрічається частіше ніж лізин). Ще для чотирьох використані фонетично навідні літери (RFYW: R — aRginine, F — Fenilalanine, Y — tYrosine, W — tWiptophan), для чотирьох — букви, які є в складі їх назв, або можна там почути (DNEQ: D — asparDic acid, N — asparagiNe, E — glutamEke acid, Q — Q-tamin). Лізин позначають літерою K, оскільки в алфавіті вона найближча до L.

## Хімічна будова
Усі амінокислоти містять карбоксильну й аміногрупи. В α-амінокислот вони приєднані до одного і того ж атома карбону. Решту молекули називають бічним ланцюгом або R-групою. Ці групи відрізняються за розміром, формою, гідрофільністю, електричним зарядом, схильністю формувати водневі зв'язки і загальною реакційною здатністю надаючи кожній амінокислоті унікальних властивостей. У найменшої амінокислоти — гліцину — бічного ланцюга немає, біля α-атома карбону крім карбоксильної й аміногрупи розташовані два атоми гідрогену.

### Оптична ізомерія

і -ізомери гліцеральдегіду та аланіну

Молекули і -аланіну

У всіх стандартних амінокислот, крім гліцину, α-атом карбону утворює ковалентні зв'язки із чотирма різними групами: карбоксильною, аміногрупою, бічним ланцюгом і атомом гідрогену. Отже, цей атом є хіральним центром. Таким чином, можливе утворення двох оптичних ізомерів, що є дзеркальними відображеннями одне одного. Вони не відрізняються за хімічними властивостями, але обертають площину поляризації світла в різні сторони. Такі ізомери називаються енантіомерами.
Для позначення абсолютної конфігурації чотирьох груп навколо хірального атома карбону використовується d/l система номенклатури розроблена Емілем Фішером. Він взяв за основу тріозу гліцеральдегід. Сполуки, які мають абсолютну конфігурацію, схожу до такої в l-гліцеральдегіду, називаються l-ізомерами, до d-гліцеральдегіду — d-ізомерами. Хоча історично літери l і d використовувались як скорочення від levorotatory (лівообертаючий) і dextrorotatory (правообертаючий), проте не всі l-амінокилсоти обертають площину поляризації світла вліво і навпаки.
Майже всі білки містять тільки l-ізомери амінокислот. d-амінокислоти знайдені в складі деяких поліпептидів, що утворюються в організмі морських черевоногих молюсків з роду Conus, та в складі клітинних стінок бактерій і деяких пептидних антибіотиків. Для формування стабільних повторюваних структур у білках необхідно, щоб усі амінокислоти, що входять до їхнього складу, були представлені тільки одним енантіомером — l або d. На відміну від звичайних хімічних реакцій, в яких переважно утворюються рацемічні суміші стереоізомерів, продуктами реакцій біосинтезу в клітинах є тільки одна із форм. Такого результату досягається завдяки ферментам, що мають несиметричні активні центри, а отже, є стереоспецифічними.

## Класифікація на основі полярності бічних ланцюгів
Властивості амінокислотних залишків у складі білків є вирішальними для структури і функціонування останніх. Зокрема амінокислоти суттєво відрізняються за полярністю бічних ланцюгів, а отже і особливостями взаємодії із молекулами води. На основі цих відмінностей протеїногенні амінокислоти поділяють на чотири групи:
1. амінокислоти із неполярними бічними ланцюгами,
2. амінокислоти із полярними незарядженими бічними ланцюгами (інколи розділяють на амінокислоти із неполярними аліфатичними та неполярними циклічними бічними ланцюгами),
3. амінокислоти із позитивно зарядженими бічними ланцюгами,
4. амінокислоти із негативно зарядженими бічними ланцюгами (інколи останні дві групи об'єднують в одну).

### Амінокислоти із неполярними бічними групами
У цю групу об'єднують дев'ять амінокислот, бічні групи яких є неполярними і гідрофобними. Найменшою з них є гліцин, що не має бічного ланцюга (біля α-атома карбону, крім карбоксильної і аміногрупи, розміщені два атоми водню). Хоч гліцин класифікують як неполярну амінокислоту, він не робить жодного внеску у забезпечення гідрофобних взаємодій в молекулах білків. Аланін, лейцин та ізолейцин мають аліфатичні вуглеводневі бічні групи: метильну, бутильну та ізобутильну відповідно. Метіонін є сірковмісною амінокислотою, його бічний ланцюг представлений неполярним тіоловим естером. Імінокислота пролін містить характерну піролідинову циклічну структуру, в складі якої вторинна аміногрупа (іміногрупа) утримується у фіксованій конформації. Через це ділянки поліпептидних ланцюгів, що містять пролін є найменш гнучкими. До складу молекул фенілаланіну і триптофану входять громіздкі неполярні циклічні бічні групи: фенільна та індольна.
Амінокислоти із неполярними бічними ланцюгами роблять внесок у структуру поліпептидів завдяки гідрофобним взаємодіям. Наприклад, у складі водорозчинних глобулярних білків вони згруповуються всередині молекули. Неполярні групи цих амінокислот також утворюють поверхні контакту інтегральних мембранних білків із гідрофобними частинами ліпідних мембран.

### Амінокислоти із полярними незарядженими бічними групами
Шість амінокислот мають полярні незаряджені бічні ланцюги: серин, треонін, тирозин, цистеїн, аспарагін і глутамін. Серин і треонін містять гідроксильну групу, аспарагін і глутамін — амідну, тирозин — фенольну. До складу цистеїну входить тіольна група - SH, завдяки чому дві молекули (чи їх залишки у складі пептидів) цієї речовини можуть з'єднуватись дисульфідним зв'язком, що формується шляхом окиснення - SH груп. Такі зв'язки важливі для формування і підтримання структури білків. Оскільки дві молекули цистеїну, з'єднані дисульфідним зв'язком, раніше вважались окремою амінокислотою, таку сполуку називали цистином, тепер цей термін вживають рідко.

### Амінокислоти із негативно зарядженими бічними групами
Дві амінокислоти мають сумарний негативний заряд за фізіологічного pH (7,0): аспарагінова і глутамінова кислоти. Обидві мають по додатковій карбоксильній групі. Їхні іонізовані форми називають аспартатом та глутаматом відповідно. Аміди цих амінокислот — аспарагін і глутамін також входять до складу білків.

### Амінокислоти із позитивно зарядженими бічними групами
Три протеїногенні амінокислоти мають позитивно заряджені бічні групи при фізіологічних значеннях pH: лізин, аргінін і гістидин. Лізин має додаткову первинну аміногрупу в ε-положенні. До складу аргініну входить гуанідинове угрупування, а гістидин містить імідазолове кільце. Серед усіх протеїногенних амінокислот тільки гістидин має групу, що іонізується за фізіологічного pH (pKa = 6,0). Через це його бічний ланцюг при pH 7,0 може бути нейтральним або позитивно зарядженим. Завдяки цій властивості гістидин входить до складу активних центрів багатьох ферментів, і бере участь у каталізі хімічних реакцій як донор/акцептор протонів.

### Властивості стандартних амінокислот
| Формула | Назва                              | Молярна маса        | pI                  | pK1 (α-COOH)        | pK2 (α-+NH3) | pKr (R) | Індекс гідропатичності* | Кодон мРНК                   | Вміст у білках (%) |
| --- | ---------------------------------- | ------------------- | ------------------- | ------------------- | ------------ | ------- | ----------------------- | ---------------------------- | ------------------ |
| | Гліцин (Глі, Gly, G)               | 75,07               | 6,06                | 2,35                | 9,78         |         | -0,4                    | GGU, GGC, GGA, GGG           | 7,2                |
| | Аланін (Ала, Ala, A)               | 89,09               | 6,11                | 2,35                | 9,87         |         | 1,8                     | GCU, GCC, GCA, GCG           | 7.8                |
| | Валін (Вал, Val, V)                | 117,15              | 6,00                | 2,39                | 9,74         |         | 4,2                     | GUU, GUC, GUA, GUG           | 6,6                |
| | Лейцин (Лей, Leu, L)               | 131,17              | 6,01                | 2,33                | 9,74         |         | 3,8                     | UUA, UUG, CUU, CUC, CUA, CUG | 9,1                |
| | Ізолейцин (Іле, Ile, I)            | 131,17              | 6,05                | 2,32                | 9,76         |         | 4,4                     | AUU, AUC, AUA                | 5,3                |
| | Метіонін (Мет, Met, M)             | 149,21              | 5,74                | 2,13                | 9,28         |         | 1,9                     | AUG                          | 2,3                |
| | Пролін (Про, Pro, P)               | 115,13              | 6,30                | 1,95                | 10,64        |         | 1,6                     | CCU, CCC, CCA, CCG           | 5,2                |
| | Фенілаланін (Фен, Phe, F)          | 165,19              | 5,49                | 2,20                | 9,31         |         | 2,8                     | UUU, UUC                     | 3,9                |
| | Триптофан (Трп, Trp, W)            | 204,23              | 5,89                | 2,46                | 9,41         |         | -0,9                    | UGG                          | 1,4                |
| | Серин (Сер, Ser, S)                | 105,09              | 5,68                | 2,19                | 9,21         |         | -0,8                    | UCU, UCC, UCA, UCG, AGU, AGC | 6,8                |
| | Треонін (Тре, Thr, T)              | 119,12              | 5,60                | 2,09                | 9,10         |         | -0,7                    | ACU, ACC, ACA, ACG           | 5,9                |
| | Аспарагін (Асн, Asn, N)            | 132,12              | 5,41                | 2,14                | 8,72         |         | -3,5                    | AAU, AAC                     | 4,3                |
| | Глутамін (Глн, Gln, Q)             | 146,15              | 5,65                | 2,17                | 9,13         |         | -3,5                    | CAA, CAG                     | 4,2                |
| | Тирозин (Тир, Tyr, Y)              | 181,19              | 5,64                | 2,20                | 9,21         | 10,46   | -1,3                    | UAU, UAC                     | 3,2                |
| | Цистеїн (Цис, Cys, C)              | 121,16              | 5,05                | 1,92                | 10,70        | 8,37    | 2,5                     | UGU, UGC                     | 1,9                |
| | Лізин (Ліз, Lys, K)                | 146,19              | 9,60                | 2,16                | 9,06         | 10,54   | -3,9                    | AAA, AAG                     | 5,9                |
| | Аргінін (Арг, Arg, R)              | 174,20              | 10,76               | 1,82                | 8,99         | 12,48   | -4,5                    | CGU, CGC, CGA, CGG, AGA, AGG | 5,1                |
| | Гістидин (Гіс, His, H)             | 155,16              | 7,60                | 1,80                | 9,33         | 6,04    | -3,2                    | CAU, CAC                     | 2,3                |
| | Аспарагінова кислота (Асп, Asp, D) | 133,10              | 2,85                | 1,99                | 9,90         | 3,90    | -3,5                    | GAU, GAC                     | 5,3                |
| | Глутамінова кислота (Глу, Glu, E)  | 147,13              | 3,15                | 2,10                | 9,47         | 4,07    | -3,5                    | GAA, GAG                     | 6,3                |
| \| Позначення: \| неполярні \| полярні незаряджені \| позитивно заряджені \| негативно заряджені \|                                                                                               |                                    |                     |                     |                     |              |         |                         |                              |                    |
| * Індекс гідропатичності відображає рівень гідрофобності/гідрофільності бічного ланцюга амінокислоти (зміна вільної енергії ΔG при перенесенні бічного ланцюга із гідрофобного розчинника у воду) |                                    |                     |                     |                     |              |         |                         |                              |                    |
| Позначення: | неполярні                          | полярні незаряджені | позитивно заряджені | негативно заряджені |              |         |                         |                              |                    |

## «Нестандартні» амінокислоти

Селеноцистеїн

Крім 20 «стандартних» амінокислот, що кодуються генетичним кодом, у живих організмах також трапляється велика кількість так званих нестандартних амінокислот.
У складі готових поліпептидних ланцюгів деякі залишки амінокислот можуть модифікуватись. Таким чином, наприклад, утворюються нестандартні амінокислоти 5-гідроксилізин і 4-гідроксипролін. Обидві входять до складу білка сполучної тканини колагену, а гідроксипролін знайдений також у клітинних стінках рослин. 6-N-метиллізин є складовою скоротливого білка міозину. Деякі білки, які зв'язують іони кальцію, наприклад, протромбін, містять γ-карбоксиглутамат. Десмозин — складна амінокислота, що утворюється із чотирьох залишків лізину — знайдена у фібрилярному білку еластині. Багато залишків амінокислот можуть бути посттрансляційно модифіковані тимчасово з метою регуляції функції білків. До таких модифікацій належить приєднання фосфатних, метильних, ацетильних, аденільних, АДФ-рибозильних та інших груп.
Особливий випадок становить рідкісна амінокислота селеноцистеїн, що є похідним цистеїну, але замість атома сульфуру містить селен. На відміну від багатьох інших нестандартних амінокислот, які входять до складу білків, він утворюється не внаслідок модифікації залишку у вже готовому поліпептидному ланцюгу, а включається у нього під час трансляції. Селеноцистеїн кодується кодоном УГА, що за звичайних умов означає кінець синтезу. Подібно до селеноцистеїну піролізин, що використовується деякими метаногенними бактеріями при виробленні метану, кодується у цих організмів стоп-кодоном, але в цьому випадку УАГ.
Бактерії та рослини синтезують незвичайні амінокислоти, які можуть входити до складу пептидних антибіотиків (нізин, аламетицин); лантіонін — моносульфідний аналог цистину — спільно з ненасиченими амінокислотами входить до складу лантибіотиків (пептидні антибіотики бактеріального походження). d-амінокислоти входять до складу коротких (до 20 залишків) пептидів, що синтезуються ензиматично, а не на рибосомах. Ці пептиди у найбільшій кількості зустрічаються у складі клітинних стінок бактерій, завдяки чому останні є менш чутливими до дії протеаз. d-амінокислоти містять також деякі пептидні антибіотики, наприклад валіноміцин, граміцидин A, актиноміцин D.
Всього у живих клітинах виявлено близько 700 різних амінокислот, багато із яких виконують самостійні функції. Наприклад, орнітин і цитрулін є ключовими метаболітами у циклі сечовини і шляху біосинтезу аргініну, гомоцистеїн — проміжний продукт метаболізму деяких амінокислот, S-аденозилметіонін – відіграє роль метилюючого агенту. 1-аміноциклопропан-1-карбоксильна кислота (АСС) — невелика за молекулярною масою широко розповсюджена циклічна амінокислота, що виступає проміжним продуктом в синтезі рослинного гормону етилену. У рослин, грибів і бактерій знайдено велику кількість амінокислот, функції яких досі не з'ясовані, проте оскільки більшість із них отруйні (наприклад, азасерин і β-ціаноаланін), вони можуть мати захисну роль. Деякі з амінокислот також знайдені в метеоритах, особливо в карбонових хондритах.
Синтез аналогів елементомістячих амінокислот є напрямком сучасної органічної хімії, який інтенсивно розвивається. Існують природні елементомістячі амінокислоти, виділені з різних джерел (бром-, хлор-, фтор- й фосформістячі амінокислоти). Більшість цих амінокислот є метаболітами «нормальних» амінокислот й проявляють властивості високоселективних (по спрямованості дії) інгібіторів ферментативних реакцій й мають високу канцеростатичну, бактерицидну, цитотоксичну й інші види біологічної активності. Методи отримання енантиомерно чистих або оптично активних елементорганічних амінокислот (C-F, C-P) полягає у прямому уведенні елемента в уже готові енантиомери амінокислот.
Асиметричний синтез елементомістячих амінокислот широко представлений прикладами енантиоселективного утворення зв'язку {\displaystyle \mathrm {C-C} } при алкілуванні хіральних основ Шифа, які легко отримуються із етерів амінокислот та хіральних карбонільних сполук, які можуть бути регенеровані і використані у нових синтезах. Утворення основи Шифа підвищує {\displaystyle \mathrm {CH} }-кислотність амінокислотного фрагмента амінокислоти й робить можливою генерацію карбаніону під дією основ різної сили та його наступні реакції із різними електрофілами. Як хіральну карбонільну сполуку у цих синтезах часто використовують камфору та її похідні, що зумовленю їх доступністю в обох енантиомерно чистих формах. У більшості випадків хіральну основу Шифа депротонують бутиллітієм або диїзопропіламідом літію, утворюваний карбаніон уводять до реакції із алкілгалогенідами, карбонільними сполуками або акцепторами Міхаєля.

## Незамінні амінокислоти
Рослини та деякі мікроорганізми можуть виробляти всі амінокислоти, потрібні їм для синтезу клітинного білка. Тваринні організми здатні синтезувати лише 10 протеїногенних амінокислот. Останні 10 не можуть бути отримані за допомогою біосинтезу і повинні постійно надходити у організм у вигляді харчових білків. Відсутність їх в організмі призводить до загрозливих життю явищ. До таких амінокислот належать: аргінін, гістидин, ізолейцин, лейцин, лізин, метіонін, фенілаланін, треонін, триптофан, валін. Умовно замінні амінокислоти виробляються лише за певних сприятливих умов. Синтез таких речовин може бути порушений у новонароджених або в похилому віці. До таких амінокислот належить: аргінін, гістидин, цистеїн, тирозин, пролін, глютамін.

## Функції амінокислот
На додаток до синтезу білків, стандартні і нестандартні амінокислоти в тваринному організмі виконують багато інших важливих біологічних функцій. Гліцин та глутамат (аніон глутамінової кислоти) використовуються як нейромедіатори при нервовій передачі через хімічні синапси, нейромедіаторами також є нестандартна амінокислота гамма-аміномасляна кислота, що є продуктом декарбоксилювання глутамату, дофамін — похідне тирозину, і серотонін, який утворюється із триптофану. Гістидин є попередником гістаміну – локального медіатора запальних і алергічних реакцій. Йодовмісний гормон щитоподібної залози тироксин утворюється із тирозину. Гліцин є одним із метаболічних попередників порфіринів (таких як дихальний пігмент гем).
Деякі з 20 протеїногенних амінокислот називаються «незамінними» — це такі, що не виробляються в організмі і повинні надходити з їжею. Для людини це лізин, лейцин, ізолейцин, метіонін, фенілаланін, треонін, триптофан, валін, а для дітей також гістидин та аргінін.

## Утворення пептидного зв'язку

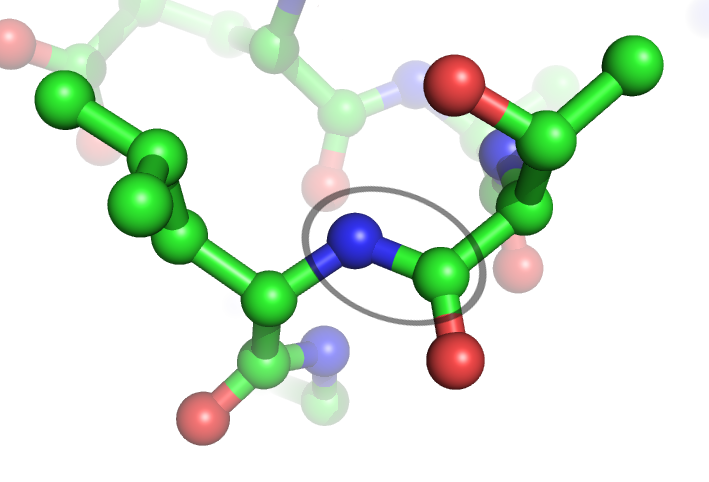
Пептидний зв'язок між лейцином і треоніном у складі білка (кульково-стрижнева модель)

Між карбоксильною групою однієї α-амінокислоти та аміногрупою іншої може відбуватись реакція конденсації, продуктами якої є дипептид і молекула води. В утвореному дипептиді залишки амінокислот сполучені між собою CO-NH зв'язком, який називають пептидним або амідним. Схема формування пептидного зв'язку:
Пептидний зв'язок незалежно одне від одного описали у 1902 році Еміль Фішер і Франц Гофмейстер.
Дипептид має два кінці: N-, на якому розміщена аміногрупа, і C-, на якому розміщена карбоксильна група. Кожен із них потенційно може брати участь у наступній реакції конденсації, з утворенням лінійних три-, тетра-, пента- і так далі пептидів. Ланцюжки, що містять 40 і більше послідовно сполучених пептидними зв'язками залишків амінокислот, називаються поліпептидами. Молекули білків складаються із одного або кількох поліпептидних ланцюгів.

## Кислотно-основні властивості амінокислот

Амінокислота у неіонізованій (ліворуч) і цвітеріонній формі (праворуч)

Амінокислоти є амфотерними сполуками або амфолітами (від «амфотерний електроліт»). Вони можуть виступати як кислотами, так і основами завдяки наявності карбоксильної і аміногрупи відповідно. Якщо амінокислоту із бічним ланцюгом, не здатним до іонізації, розчинити у воді, при pH 7,0 вона перебуватиме у формі цвітер-іона (від нім. Zwitter — гібридний), тобто нестиме одночасно позитивний і негативний заряди.

### Криві титрування амінокислот

Крива титрування 0,1 М розчину гліцину при 25 °C гідроксидом натрію. Один еквівалент [OH^{-}] = 0,1 моль NaOH.

Кожна амінокислота має принаймні дві групи, здатні до іонізації: α-аміно- та α-карбоксильну. Через це крива титрування повністю протонованої форми амінокислоти сильною основою має дві фази, кожна із яких відповідає депротонуванню однієї із груп. Як приклад наведено титрування 0,1 М розчину гліцину при температурі 25 °C (рисунок зліва). У дуже кислотному середовищі молекули гліцину повністю протоновані (NH+
3-CH2-COOH), при підвищенні pH карбоксильна група починає іонізуватись, і за значення водневого показника, що дорівнює pKa цієї групи (pK1) у розчині наявні еквімолярні концентрації NH+
3-CH2-COOH і NH+
3-CH2-COO+. У діапазоні pH pK1±1 гліцин проявляє буферні властивості. Подальше зростання pH призводить до повної дисоціації протонів від карбоксильних груп. У той момент, коли депротонування карбоксильних груп вже майже завершилось, а депротонування аміногруп ще не розпочалось, молекули амінокислоти перебувають у цвітер-іонній формі (NH+
3-CH2-COO+). Це значення pH, за якого сумарний заряд максимальної кількості молекул амінокислоти у розчині рівний нулю, називається ізоелектричною точкою і позначається pI. У діапазоні pH вище pI відбувається друга фаза титрування амінокислоти: поступове депротонування аміногруп. При pH = pK2 у розчині будуть еквімолярні концентрації NH+
3-CH2-COO+ і NH2-CH2-COO+. У ділянці pK2±1 амінокислота також проявлятиме буферні властивості.
Важливою особливістю амінокислот є те, що їхні карбоксильні групи є «більш кислотними», а аміногрупи «менш основними», ніж ці ж групи в складі сполук, в яких вони приєднані до аліфатичних вуглеводневих залишків. Наприклад, pKa оцтової кислоти становить 4,8, а pK1 гліцину — 2,34, pKa метиламіну — 10,6О, а pK2 гліцину — 9,60. Обидві групи легше віддають протони внаслідок їхнього взаємного впливу одна на одну. Цей вплив значно ослаблюється зі збільшенням відстані між хімічними групами, тому β- і γ- карбоксильні групи аспарагінової й глутамінової кислот мають значення pKa ближчі до таких в інших карбонових кислот, а саме 3,90 і 4,07 відповідно.
Амінокислоти із зарядженими бічними ланцюгами мають дещо складніші криві тритрування, які складаються із трьох фаз, в таких амінокислот, відповідно, є три значення константи кислотної дисоціації.

### Ізоелектрична точка
Для амінокислот, що не містять груп, здатних до іонізації у бічних ланцюгах, ізоелектричну точку можна розрахувати як середнє арифметичне між константами кислотної дисоціації карбоксильної та аміногруп:
{\displaystyle pI={pK_{1}+pK_{2} \over 2}}
При pH вище цієї точки більшість молекул амінокислоти в розчині матимуть негативний заряд і в електричному полі рухатимуться до анода, при нижчому — позитивний і рухатимуться до катода. Амінокислоти із незарядженими бічними ланцюгами мають приблизно однакові значення pI близькі до 6,0. Незначна різниця цих показників відображає вплив бічних груп на здатність карбоксильної та аміногрупи до іонізації.
В амінокислот із позитивно або негативно зарядженими бічними ланцюгами додаткові групи, здатні до іонізації, роблять свій внесок у значення pI: у «кислих» амінокислот воно нижче, а в «основних» вище, ніж в решти.

## Поширення амінокислот
Загальна кількість теоретично можливих амінокислот величезна. Кілька сотень різних амінокислот були виділені з організмів. Ще більшу кількість виготовлено в лабораторних умовах синтетичними методами. Амінокислоти також можуть бути синтезовані природними процесами на ранній Землі, про що свідчить класичний експеримент з іскровим розрядом Міллера, здійснений в 1953 році. Нині 12 амінокислот, знайдені в білках наземних організмів, були синтезовані в дослідах з іскровим розрядом.
Найпростіша амінокислота — гліцин — виявлена у міжзоряних хмарах та кометах. Амінокислоти виявлено і в метеоритах. Наприклад, у найкраще дослідженому метеориті Murchison виявлено понад 75 різних амінокислот, з них тільки 8 також знайдено в біологічних протеїнах. Ці амінокислоти мають виразно позаземне походження, багато з них не трапляються природно на Землі. Вважається, що амінокислоти Мерчісон були синтезовані природними реакціями, такими як синтез Штрекера безпосередньо на молодому метеоритному батьківському тілі або в ранній сонячній туманності до включення в планетезималі.

## Амінокислотний аналіз
Нехай маємо розмір бокового ланцюга {\displaystyle {\mathfrak {R}}}, полярність {\displaystyle {\mathfrak {P}}}, ізоелектричну точку {\displaystyle {\mathfrak {I}}} та гідрофобність {\displaystyle {\mathfrak {G}}}. Кожна амінокислотна заміна характеризується величиною {\displaystyle {\mathfrak {N}}_{k}^{i_{k}j_{k}}} сумарної зміни фізико-хемічних характеристик при заміні амінокислоти типу {\displaystyle i} на тип {\displaystyle j} у позиції {\displaystyle k} послідовності
{\displaystyle {\mathfrak {N}}_{k}^{i_{k}j_{k}}=|\Delta {\mathfrak {N}}_{1}^{ij}|+|\Delta {\mathfrak {N}}_{2}^{ij}|+|\Delta {\mathfrak {N}}_{3}^{ij}|+|\Delta {\mathfrak {N}}_{4}^{ij}|,}
де {\displaystyle \Delta {\mathfrak {N}}_{k}^{ij}=|{\mathfrak {N}}_{x}^{i}-{\mathfrak {N}}_{x}^{j}|;\quad {\mathfrak {N}}_{x}^{i}} — значення характеристики {\displaystyle {\mathfrak {N}}_{x}} типу {\displaystyle i.}
Білки умовно можна поділити на два сімейства: з консервативними мутаціями відбуваються заміни із малим значенням {\displaystyle \Delta {\mathfrak {N}}} (наприклад, бета-глобін); з переважно неконсервативними мутаціями, з однаковою представленістю усіх класів по {\displaystyle \Delta {\mathfrak {N}}} (гемаглютинін, казеїн). Можлива також ситуація, коли у білків разом із порівняно консервативними ділянками існують невеликі зони, де фіксуються заміни, яки призводять до великих змін фізико-хемічних властивостей амінокислот (імуноглобулін, інтерферон, нейрамінідаза). Існування такої мінливості може бути пов'язано з адаптивним характером еволюції цих білків. Заміни з різкою зміною фізико-хемічних властивостей у капсидних білках вірусів (гемаглютинін, нейрамінідаза) можуть сприяти ухиленню від імунної відповіді інфікованого організму, а у білках імунної системи (імуноглобулін, інтерферон) — її оперативному довершенню у відповідності із антигенним оточенням організму. Тобто, адаптивно еволюціонують білки, які безпосередньо взаємодіють із зовнішнім середовищем.
Визначення амінокислот є важливим етапом дослідження хімічної структури білків. В основу амінокислотного аналізу покладене гідролітичне розщеплення білка на складові амінокислоти з подальшим визначенням кількості кожної з них. Кількісний аналіз амінокислотного складу виконують методами електрофорезу чи іонообмінної хроматографії. Обидва методи засновані на різних кислотно-основних властивостях амінокислот, тобто на здатності їхніх молекул нести електричний заряд певного знаку і величини при певному значенні pH. Для цього досліджуваний розчин наносять на хроматографічний папір, додають буферний розчин з певним pH, і занурюють його в кювету з електродами. Під дією електричного струму молекули амінокислот рухаються по носію, по деякім часі папір висушують, збризкують нінгідрином і отримують забарвленні плями. Зівставляючи їх з плямами від еталонних розчинів різних амінокислот, визначають, які саме амінокислоти були присутні у досліджуваному білку.

## Амінокислотний залишок
Залишок від амінокислоти, який утворюється, коли вона сполучаються з іншою з утворенням пептиду після вилучення води. Отже, це частина амінокислоти, що втратила атом H аміногрупи (–NHCHRCOOH), або групу ОН карбоксильної групи (NH2CHR–CO–), або і те і інше (–NHCHR–CO–). Кожна ланка поліпептиду є залишком амінокислоти.